# Halen
För andra betydelser, se Halen (olika betydelser).
Halen är en sjö i Olofströms kommun i Blekinge och ingår i Skräbeåns huvudavrinningsområde. Sjön har en area på 3,44 kvadratkilometer och ligger 68,4 meter över havet. Sjön avvattnas av vattendraget Holjeån (Alltidhultsån). Vid provfiske har bland annat abborre, braxen, gers och gädda fångats i sjön.
Halen är Blekinges största sjö. De östra delarna av sjön samt landområden österut, angränsande till Olofströms och Jämshögs tätorter, ingår i Halens naturreservat. Sjön är reglerad.
Över Halen gick i äldre tid en flottningsled för timmer från de småländska skogarna ned till Olofström och därifrån vidare efter landsvägen till Pukavik. En transportled för boskap och virke med pråmar över Halen gick i äldre tid från Baggeboda på Halens västra sida till Olofsström, där kronans pråmstad låg vid Bomareviken och Olofsströms bruks låg vid Halens utlopp i Holjeån. Området saknade huvudsakligen vägar och vintertid gick i stället vägarna över sjöns is. Från början av 1800-talet fram till gruvans nedläggning transporterades malmen från Västanå gruva till Olofsströms bruk över Halen. I slutet av 1800-talet inköptes två mindre ångbåtar, Adam och Eva för att ombesörja trafiken över sjön. Trafiken upphörde dock redan i början av 1900-talet. 1916-1918 användes ångbåten Stig för pråmdragning över Halen.

## Delavrinningsområde
Halen ingår i delavrinningsområde (623930-141797) som SMHI kallar för Utloppet av Halen. Medelhöjden är 92 meter över havet och ytan är 21,74 kvadratkilometer. Räknas de 21 avrinningsområdena uppströms in blir den ackumulerade arean 357,27 kvadratkilometer. Avrinningsområdets utflöde Skräbeån (Alltidhultsån) mynnar i havet. Avrinningsområdet består mestadels av skog (77 %). Avrinningsområdet har 3,43 kvadratkilometer vattenytor vilket ger det en sjöprocent på 15,8 %. Bebyggelsen i området täcker en yta av 0,49 kvadratkilometer eller 2 % av avrinningsområdet.

## Fisk
Vid provfiske har följande fisk fångats i sjön:
- Abborre
- Braxen
- Gärs
- Gädda
- Lake
- Löja
- Mört
- Sarv
- Sik